# Termitophilomyia braunsi
Termitophilomyia braunsi är en tvåvingeart som först beskrevs av Erich Wasmann 1900.  Termitophilomyia braunsi ingår i släktet Termitophilomyia och familjen puckelflugor. Inga underarter finns listade i Catalogue of Life.